# Baitullah Mehsud
Baitullah Mehsud (nascido em 1974 e reportado pela imprensa estadunidense como morto em 5 de agosto de 2009) foi um líder paquistanês local da Al-Qaeda, na região rebelde de Waziristão.